# Alex Ferrari
Alex Ferrari (Módena, Provincia de Módena, Italia, 1 de julio de 1994) es un futbolista italiano. Juega de defensa y su equipo actual es la U. C. Sampdoria de la Serie B de Italia.

## Selección nacional
Ha sido internacional con la selección de fútbol de Italia en las categorías sub-20 y sub-21.

### Participaciones en Eurocopas
| Eurocopa                | Sede    | Resultado |
| ----------------------- | ------- | --------- |
| Eurocopa Sub-21 de 2017 | Polonia | Semifinal |

## Clubes
| Club                     | País   | Año       |
| ------------------------ | ------ | --------- |
| Bologna F. C.            | Italia | 2013-2014 |
| F. C. Crotone            | Italia | 2014      |
| Bologna F. C.            | Italia | 2014-2017 |
| Hellas Verona            | Italia | 2017-2018 |
| U. C. Sampdoria          | Italia | 2018-     |
| U. S. Cremonese (cedido) | Italia | 2023      |